# Římskokatolická farnost Větřní
Římskokatolická farnost Větřní je územním společenstvím římských katolíků v rámci českokrumlovského vikariátu českobudějovické diecéze.

## O farnosti

### Historie
Kostel sv. Jana Nepomuckého byl ve Větřní postaven v letech 1937–1938 (vysvěcen 3. července 1938 pomocným biskupem Remigerem z Prahy) a roku 1940 byla při něm zřízena expozitura. Roku 1950 byla expozitura povýšena na samostatnou farnost. V letech 1993–2009 ve farnosti působil Vojtěch Vágai starší, první romský římskokatolický duchovní – trvalý jáhen – v České republice.

### Architektura[1]
Stavbu kostela sv. Jana Nepomuckého s farou inicioval velkoprůmyslník Hans Spiro a projekt vypracoval českokrumlovský architekt Hans Foschum. Kostel byl navržen v tradičních formách, jedná se o trojlodí se zvonicí. Stavba je pojata jako gesamtkunstwerk. Klenbu tvoří železobetonová konstrukce s půlobloukovými pasy. V kostele je originální oltář s figurami Kalvárie signováno Franz Pasche. Autorem malovaných oken byl Franz Tschörner z České Kamenice, varhany vyrobila firma Rieger z Krnova. Fara má zvýšené přízemí a obytné podkroví ve valbové střeše. Je to stavba příznační pro Heitmatstil, tzn. stavbu příznačnou pro domy stavěné v převážně německý obydlených částech republiky. Vyznačuje se vlastním pojetím fasády, kamenných prvků a dřevěných výplní. Fara má originálně navržené tvarosloví dveří či mříží na oknech. U jihozápadního nároží kostela je schodiště a před západním průčelím je vydlážděné prostranství s kamenným plotem s mříží. Architektura římskokatolického kostela s farou je umělecky hodnotným dokladem architektury pro oblast německy mluvícího obyvatelstva našeho pohraničí.

### Současnost
Farnost Větřní je součástí kollatury farnosti Český Krumlov, odkud je vykonávána její duchovní správa.
| Kostel                      | Místo  | Bohoslužba | Bohoslužba | Poznámka     |
| --------------------------- | ------ | ---------- | ---------- | ------------ |
| Kostel sv. Jana Nepomuckého | Větřní | neděle     | 11.15      | farní kostel |